# 追新聞
《追新聞》（英語：the Chaser News）是一家由香港資深新聞工作者在英國成立的中文媒體，2022年3月正式開台，定位「香港人新聞平台」，目標是「維護新聞自由、捍衛民主人權、維繫全球港人」。內容包括香港、兩岸及國際大事，有獨家偵查報導，並且跟進海外港人生活動態，為散居海外各地的香港人提供資訊。

## 外部連結
- 官方网站